# 諫早神社
諫早神社（いさはやじんじゃ）は、長崎県諫早市に鎮座する、九州総守護の神社である。霊験あらたかなご神徳は広大無辺で、篤く崇敬されている。

## 祭神
天照大御神（あまてらすおおみかみ）、大己貴大神（おおなむちおおかみ）、少彦名大神（すくなひこなおおかみ）、九州の守り神である 白日別命、豊日別命、豊久土比泥別命、建日別命をご祭神としている。また、猿田彦神、八幡神、稲荷神、天満神、御霊宮、太子堂などを合祀している。

## 歴史
平城京・奈良時代、神亀5年（728年）に、聖武天皇の勅願により行基菩薩が当地へ赴き、石祠を建てたのが神社の始まりと伝わる。九州総守護の神々をまつる神仏習合の「四面宮」として代々領主の祈祷所と定められた。特に、領主の西郷家や龍造寺家、諫早家から厚く崇敬されてきた。
天正15年（1587年）に諫早領主となった龍造寺家晴は、境内の拡充や神殿の再建を図るなど「四面宮」を諫早領の総鎮守とした。明治元年（1868年）の神仏分離令で、並祀していた荘厳寺は分離されることになり本尊などは近くの寺院に移設。その際に、「四面宮」を「諫早神社」と改称した。
昭和20年（1945年）に県社に昇格した。

## 文化財
行基菩薩のお手植と伝えられる楠群は神木として崇敬されており、昭和41年（1966年）に「諫早神社のクス群」として長崎県天然記念物に指定されている。

## 交通
- 諫早駅（JR・島原鉄道）から徒歩5分
- 長崎空港から車で約30分